# Molfsee
Molfsee er en kommune og en by i det nordlige Tyskland, beliggende i Amt Molfsee i den østlige del af Kreis Rendsborg-Egernførde. Kreis Rendsborg-Egernførde ligger i den centrale del af delstaten Slesvig-Holsten.

## Geografi
Kommunen ligger ved sydenden af Kiel ved Bundesautobahn 215 fra Kiel mod Neumünster og ved floden Ejderen. Den består af de tre landsbyer Schulensee, Rammsee og Molfsee. Vest for Molfsee ligger søen Molfsee og mod nord Rammsee; Schulensee ligger ved den nordlige kommunegrænse, og gennemløbes af Ejderen.
Ved landsbyen Rammsee findes Friluftsmuseet Slesvig-Holsten.